# Albali
Albali (epsilon Aquarii, ε Aqr ,ε Aquarii)) is een ster in het sterrenbeeld Waterman (Aquarius). Deze ster was gekend bij de Chinezen als 女宿 (de eerste ster van het meisje).
Deze ster behoort tot de spectraalklasse A0 en heeft een schijnbare helderheid + 3,8. Deze ster bevindt zich op 244,09 lichtjaren van de Aarde.

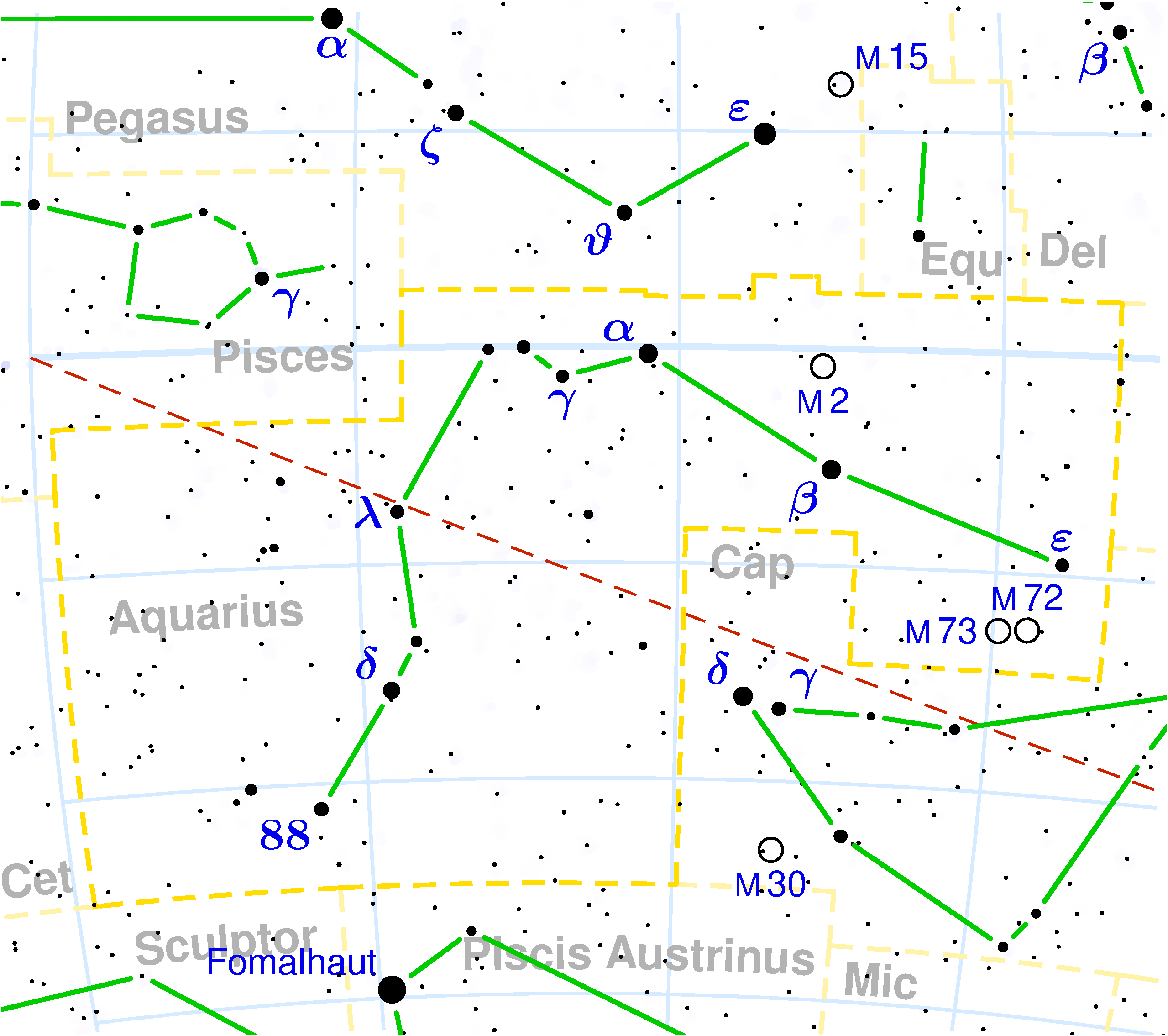
Locatie van Albali in het sterrenbeeld Waterman